# Ganlea megacanina
Ganlea megacanina és una espècie de primat extint trobat al centre de Myanmar, tradicionalment anomenat Birmània. Visqué fa uns 38 milions d'anys. G. megacanina pertany al grup dels antropoïdeus.